# あおい (漫画原作家)
あおいは、日本の漫画原作者。渡辺啓と山田隆道による共同筆名である。
漫画の他に小説やドラマなどの原作も手がけている。
また渡辺啓はドラマなどの脚本家、山田隆道は小説家、エッセイストとしても活動している。

## 作品リスト

### 漫画
- 彼女色の彼女（月刊スピカ）既刊3巻
- リサーチャー（月刊コミックバーズ）既刊１巻
- 借金カノジョ（月刊コミックバーズ）－VISIONCASTにてドラマ化

### その他の作品
- ドラマ『借金カノジョ』（VISIONCAST） - 原作・脚本
- 小説『新宿ゴールデン街1/200』（インセンス出版/メルステ）